# Халацева къща
Хала̀цевата къща (на гръцки: Αρχοντικό Χαλάτση) е възрожденска къща в град Костур, Гърция.
Къщата е разположена в южната традиционна махала Долца (Долцо) на улица „Капетан Лазос“ № 6, до Драсковата къща. Първият ѝ известен собственик е от семейство Войнос. Сградата има два етажа, но е в много лошо състояние и се руши.